# Māghū
Māghū (persiska: ماغو) är en ort i Iran.   Den ligger i provinsen Khorasan, i den nordöstra delen av landet, 700 km öster om huvudstaden Teheran. Māghū ligger 1 726 meter över havet och antalet invånare är 436.
Terrängen runt Māghū är kuperad.Runt Māghū är det ganska glesbefolkat, med 42 invånare per kvadratkilometer. Närmaste större samhälle är Farhādgerd, 19,9 km norr om Māghū. Trakten runt Māghū består i huvudsak av gräsmarker.